# CorelDraw
CorelDraw (стилізовано як CorelDRAW) — це векторний графічний редактор, який розроблений та продається компанією Corel Corporation з Оттави (Канада). Поточну версію продукту — CorelDraw Graphics Suite 2019 було випущено в березні 2019 року.

## Історія
У 1985 році Майкл Коупленд заснував Corel, як компанію, націлену на розробку систем для верстки друкованої продукції для комп'ютерів на основі процесорів Intel. У 1987 році компанія Corel найняла фахівців з розробки програмного забезпечення — Майкла Буіллона і Пат Бейрн для розробки програми створення векторних ілюстрацій, яка б входила в пакет програм цих систем для верстки друкованої продукції. Така програма вперше була випущена в 1989 році і отримала назву CorelDraw. Програму прийняли добре, тому компанія зосередилася на випуску подібного програмного забезпечення. Успіх прийшов до цієї компанії разом з випуском Windows 3.1. Включення True Type в Windows 3.1 дозволило CorelDraw стати вже серйозним графічним редактором, здатним використовувати системні контурні шрифти (програма включала також і свою власну систему контурних шрифтів) без допомоги додаткового програмного забезпечення, такого як Adobe Type Manager.

### Характеристики за версією
| Дата випуску           | Версія    | Сумісність з Windows                                   | Нові можливості |
| ---------------------- | --------- | ------------------------------------------------------ | --- |
| січень 1989 року       | 1         | 2.1                                                    | Перша версія |
| вересень 1991 року     | 2         | 3.0                                                    | Інструменти Envelope (для деформації тексту або об'єктів, використовуючи початкову форму), Blend (для трансформації форм), Extrusion (для імітації перспективи та об'єму в об'єктах) і Perspective (для деформації об'єктів по вісям Х і Y) |
| 15 травня 1992 року    | 3         | 3.0, 3.1                                               | Додано Corel PHOTO-PAINT (для обробки растрових зображень), CorelSHOW (для створення презентацій), CorelCHART (для створення графічних таблиць), Mosaic і CorelTRACE (для переведення растрових зображень у векторні). Включення цих програм послужило початком створення пакету графічних програм |
| 20 травня 1993 року    | 4         | 3.1                                                    | Включено Corel PHOTO-PAINT (для обробки растрових зображень), CorelSHOW (для створення презентацій), CorelCHART (для створення графічних таблиць), CorelMOVE для анімації, Mosaic і CorelTRACE (для переведення растрових зображень в векторні) |
| 27 травня 1994 року    | 5         | 3.1                                                    | Це остання версія, яка була зроблена і працювала в Windows 3.x. В пакет також було включено програму Corel Ventura, яка вже згодом продавалася окремо. Це програмне забезпечення для роботи з розміткою, споріднена таким програмам, як PageMaker та InDesign |
| 24 серпня 1995 року    | 6         | 95                                                     | Це була перша версія, створена спеціально для 32-бітної Windows. Змінено інтерфейс, додано інструменти Polygon, Spiral, Knife і Eraser. Крім того, в пакет увійшли Corel Memo, Corel Presents, Corel Motion 3D, Corel Depth, Corel Multimedia Manager, Corel Font Master і Corel DREAM (для тривимірного моделювання) |
| 8 жовтня 1996 року     | 7         | 95, NT 4                                               | Контекстно-залежна панель, попередній перегляд друку з масштабуванням і опцією панорамування, Scrapbook (для перегляду переміщених графічних об'єктів), опції Publish to HTML, Draft and Enhanced display, Interactive Fill і блок перевірки граматичних помилок. Крім того, пакет включав Corel Scan і Corel Barista (програма для конвертації документів на мові Java) |
| 27 жовтня 1997 року    | 8         | 95, NT 4                                               | Інструменти Digger selection, Docker windows, Interactive Distortion, 3D, Envelope, Realistic Dropshadow та інші. Можливість змішування кольорів, редактор кольорової палітри, підтримка двоколірних зображень, створення документів довільного розміру |
| 31 серпня 1999 року    | 9         | 95, 98, NT 4                                           | Інструменти Mesh Fill tool (для складної колірної заливки), Artistic Media tool. Опція Publish to PDF, вбудовані колірні профілі ICC, Multiple On-screen Color Palettes (вкладки кольорів) та підтримка Microsoft Visual Basic для додатків. Пакет також включав Canto Cumulus LE, програмне забезпечення для управління мультимедійними файлами |
| 13 листопада 2000 року | 10        | 98, Me, NT 4, 2000                                     | Corel R.A.V.E. (для векторної анімації), інструменти Perfect Shapes і Web graphics (для створення інтерактивних елементів, таких як кнопки, наприклад). Функція Page Sorter, підтримка багатомовних документів, вікно навігації |
| 1 серпня 2002 року     | 11        | 98, Me, NT 4, 2000, XP                                 | Бібліотека символів, редагування зображень для вебдизайну, чутливі до тиску векторні пензлі |
| 10 лютого 2004 року    | 12        | 2000, XP                                               | Динамічні меню і підказки, інструменти Smart Drawing tools, Virtual Delete tool, можливість експорту в MS Office і Word, підтримка тексту Unicode |
| 17 січня 2006 року     | X3 (13)   | 2000, 2003, XP (32-bit, 64-bit), Vista (32-bit only)   | Інструменти Double click Crop tool (це було перше програмне забезпечення, яке дозволяло групувати растрові і векторні об'єкти одночасно), Smart Fill tool, Chamfer / Fillet / Scallop / Emboss tool, Image Adjustment Lab. Trace об'єднали з Draw та назвали PowerTRACE |
| 22 січня 2008 року     | X4 (14)   | XP, Vista, 7 (32-bit, 64-bit)                          | Опція розпізнавання шрифту Whatthefont в складі CorelDraw, ConceptShare, інструмент Table tool, окремі шари, форматування тексту, підтримка файлів RAW |
| 23 лютого 2010 року    | X5 (15)   | XP, Vista, 7 (32-bit, 64-bit)                          | Пакет CorelDRAW Graphics Suite X5 прискорив весь дизайнерський процес завдяки значним вдосконаленням у галузі організації робочого процесу. Серед нових особливостей цієї версії – вбудований органайзер вмісту Corel® CONNECT, нова система управління кольором для більш точної передачі кольору, нові можливості багатоядерної обробки, розширена сумісність з форматами файлів, нові функції малювання, наприклад блокування розташування панелей інструментів, і нові можливості підготовки вебграфіки, в тому числі вебанімації. Ця версія була оптимізована для роботи в ОС Windows 7 з підтримкою нових технологій для сенсорних екранів |
| 20 березня 2012 року   | X6 (16)   | XP, Vista, 7, 8 (32-bit, 64-bit)                       | Серед нових можливостей особливу увагу заслуговує додаток Corel Website Creator X6 для створення і розробки вебсайтів, підтримка OpenType, текстовий редактор. Розширена «друкарня»: лігатура, орнаменти, каліграфія, стали доступні дроби. Докер Object Properties тісно «зав'язаний» з новими стилями: їх можна застосовувати до тексту, заливці, абрису. В парі з іншим докером — Color Styles — він може керувати стилями, створюючи цілі групи, змінюючи і обмінюючи їх між документами. Кілька змінена нумерація сторінок (тепер можна створювати окремо парні і непарні) |
| 27 березня 2014 року   | X7 (17)   | Windows 8 (32-bit, 64-bit), Windows 7 (32-bit, 64-bit) | Перероблено інтерфейс і повністю настроюються робочий простір, що дозволяє кожному працювати на свій лад. Нові робочі простори «Макет сторінки» і «Ілюстрація» допоможуть ефективно організувати ваші улюблені інструменти. Колишні користувачі Adobe Creative Suite можуть відтворити настройки Illustrator або Photoshop в робочому просторі – це полегшить перехід до CorelDRAW Graphics Suite. Повний контроль над заливаннями і прозорістю. Потужні інструменти для професійного фоторедагування. Підтримка новітніх PSD файлів, а також розширена підтримка форматів RAW понад 300 моделей камер відкриває додаткові можливості роботи з зображеннями. Зручний попередній перегляд шрифтів і розширені параметри настройки символів. Удосконалено сумісність з новітніми форматами PSD, AI, PDF і RAW |
| 15 березня 2016 року   | X8 (18)   | Windows 10, 8, 7 (32-bit, 64-bit)                      | Пакет оснащений розширеною підтримкою Windows 10, мультидисплейним режимом перегляду та підтримкою моніторів 4K. Даний програмний пакет чудово підходить для створення нових тенденцій в індустрії моди і розробки дизайнерського одягу. CorelDRAW і Corel Photo-Paint помітно розширили свої можливості в порівнянні з попередніми версіями і аналогами програмного забезпечення цієї галузі. |
| 29 березня 2017 року   | 2017 (19) | Windows 10, 8, 7 (32-bit, 64-bit)                      | Пакет отримав новий інструмент LiveSketch, який використовує можливості нейронних мереж для аналізу та інтерпретації намальованих вручну штрихів, поліпшені вузли, маркери і векторні превью, орієнтований на сенсорні пристрої інтерфейс користувача, нативну підтримку Surface Studio, Surface Pen і Surface Dial, а також розширену підтримку пер та планшетів Wacom. Крім цього, в CorelDRAW Graphics Suite 2017 з'явилися настроювані форми вузлів і інтерактивні регулятори, що полегшують роботу з заливками, тінями, контурами і ефектами прозорості, змішання і витягування. Не залишилися без уваги засоби імпортування робочих просторів з попередніх версій графічного пакета. |

## Особливості

### Підтримувані платформи
CorelDraw в даний час працює на Windows XP, Windows Vista, Windows 7 і Windows 8 [27]. Версії для Mac OS і Mac OS X були свого часу доступні, але у зв'язку з поганими продажами були припинені. Остання версія для Linux — 9 (випущена в 2000 році і остання версія для OS X була версія 11 (випущена в 2001 році).

### Характерні риси
Кілька інновацій в векторній графіці прийнято приписувати CorelDraw: інструмент редагування вузлів, який виконує різні функції залежно від об'єкта, підгонка тексту під рамку виділення, швидкий вибір кольору заливки / контуру, перспективна проєкція, складна градієнтна заливка.
CorelDraw диференціює себе від своїх конкурентів за кількома ознаками. В першу чергу CorelDraw позиціонується як цілий пакет програм для роботи з графікою, а не як окремий графічний редактор. Повний набір інструментів для редагування зображень дозволяє користувачеві відрегулювати контраст, колірний баланс, змінити колірний режим з RGB в CMYK, застосувати спеціальні ефекти, наприклад, швидко створити віньєтки або рамки для растрових зображень. Спеціально для роботи з растровими зображеннями в пакет входить програма Corel PhotoPaint, яка відкриває зображення прямо з CorelDraw, а потім повертається в програму після збереження. Вона також містить у собі лазер, який дозволяє обрізати зображення.
Головними конкурентами CorelDraw є програми Adobe Illustrator і Xara Xtreme. Незважаючи на те, що все це векторні графічні редактори, користувачі розмежовують ці програми. Ці програми можуть розпізнавати типи файлів один одного, однак найчастіше при цьому виникають проблеми різного роду. CorelDraw може відкривати файли Adobe PDF: Adobe PageMaker та InDesign, Microsoft Publisher і Word, а також деяких інших програм. CorelDraw може також відкривати презентації, створені за допомогою програми PowerPoint, правда іноді з цим можуть виникати деякі труднощі.

## Пакет програм CorelDraw Graphics Suite
CorelDraw Graphics Suite (англ: «Інтегрований комплект програм CorelDraw») — починаючи з версії 12 пакету CorelDraw — маркетингове офіційне найменування пакета програмного забезпечення для роботи з графічною інформацією виробництва компанії Corel (Оттава, Онтаріо, Канада). До цієї версії комплект називався просто «CorelDraw», хоча слова «Suite» і «Graphics Suite» вперше з'являються на коробках і в документації починаючи з версії 9. Комплектація пакету ніяк не була пов'язана з перейменуванням.
З часом Corel розробляла і додавала до комплекту все нові компоненти та інструменти, перелік яких від версії до версії нерідко змінюється. Однак є кілька основних програм, які зберігаються в цьому пакеті вже досить довгий час. TRACE, згодом - PowerTRACE (конвертер растрових зображень у векторні), PHOTO-PAINT (редактор растрової графіки) і CAPTURE (утиліта, що дозволяє робити знімок екрана).
Наприклад, версія CorelDRAW Graphic Suite X7 (17-та за рахунком) містить такі програми:
| Corel® PHOTO-PAINT ™ X7 — редагування зображень                                             |
| Corel® PowerTRACE ™ X7 — трасування растрових зображень у векторну графіку (у CorelDRAW X7) |
| Corel® CONNECT ™ — засіб пошуку контенту                                                    |
| Corel® CAPTURE ™ X7 — засіб захоплення екрану                                               |
| Corel® Website Creator ™ — дизайн вебсайтів                                                 |
| PhotoZoom Pro 3 — модуль для збільшення цифрових зображень                                  |
| ConceptShare ™ — інструмент для інтерактивної спільної роботи                               |

| \ Рік, версія \ Застосунок \ | 1989 1.х | 1991 2 | 1992 3 | 1993 4 | 1994 5 | 1995 6 | 1996 7 | 1997 8 | 1999 9 | 2000 10 | 2002 11 | 2004 12 | 2006 X3 (13) | 2008 X4 (14) | 2010 X5 (15) | 2012 X6 (16)               | 2014 X7 (17)               | 2016 X8 (18)               | 2017 2017 (19)               | 2018 2018 (20)               |
| ---------------------------- | -------- | ------ | ------ | ------ | ------ | ------ | ------ | ------ | ------ | ------- | ------- | ------- | ------------ | ------------ | ------------ | -------------------------- | -------------------------- | -------------------------- | ---------------------------- | ---------------------------- |
| CorelDRAW                    |          |        |        |        |        |        |        |        |        |         |         |         |              |              |              |                            |                            |                            |                              |                              |
| Corel PHOTO-PAINT            |          |        |        |        |        |        |        |        |        |         |         |         |              |              |              |                            |                            |                            |                              |                              |
| Corel OCR-TRACE              |          |        |        |        |        |        |        |        |        |         |         |         |              |              |              |                            |                            |                            |                              |                              |
| CorelTRACE                   |          |        |        |        |        |        |        |        |        |         |         |         |              |              |              | (вбудовано у CorelDRAW X6) | (вбудовано у CorelDRAW X7) | (вбудовано у CorelDRAW X8) | (вбудовано у CorelDRAW 2017) | (вбудовано у CorelDRAW 2018) |
| Corel CAPTURE                |          |        |        |        |        |        |        |        |        |         |         |         |              |              |              |                            |                            |                            |                              |                              |
| Corel VENTURA                |          |        |        |        |        |        |        |        |        |         |         |         |              |              |              |                            |                            |                            |                              |                              |
| Corel SCRIPT Editor          |          |        |        |        |        |        |        |        |        |         |         |         |              |              |              |                            |                            |                            |                              |                              |
| Corel SCRIPT Dialog Editor   |          |        |        |        |        |        |        |        |        |         |         |         |              |              |              |                            |                            |                            |                              |                              |
| Corel® Website Creator™      |          |        |        |        |        |        |        |        |        |         |         |         |              |              |              |                            |                            |                            |                              |                              |
| ConceptShare™                |          |        |        |        |        |        |        |        |        |         |         |         |              |              |              |                            |                            |                            |                              |                              |

## Формат файлів програми CorelDraw
Файли програми CorelDraw мають розширення .cdr.
Формат cdr кожної нової версії несумісний із старішими версіями, що означає, наприклад, файл, збережений у версії CorelDraw 9 може бути відкритий в більш новій версії програми (CorelDraw 10, 11, 12 і т. д.), але не може бути відкритий в старій версії програми (CorelDraw 8, 7, 6 і т. д.). Формат забезпечує дуже високу якість малюнків, але по ряду параметрів погано сумісний з іншими програмами (наприклад, різні ефекти CorelDraw і градієнтна заливка можуть не передаватися в інші формати). Вид кодування графічних зображень, заснований на геометрії, але не точок (як в растрової графіці), а кривих. Як сплайни обрані криві Безьє. (П'єр Безьє — французький математик, розраховував сплайни корпусу автомобілів). Сплайн — основне поняття векторної графіки. Лінійні картинки — це сплайни. На сплайнах побудовані сучасні шрифти TryeType і PostScript. Суть сплайна: будь-яку елементарну криву можна побудувати, знаючи чотири коефіцієнта P0, P1, P2 і P3, відповідні чотирьом точкам на площині. Переміщаючи ці точки, міняємо форму кривої. Прикладом векторної графіки служать роботи, створені у графічному редакторі CorelDraw. У відмінності від растра векторне зображення складається з окремих ліній — векторів, які утворюють зображення. У файлі зберігається інформація не про кожній точці, а про елементи, з яких складається зображення, тобто про напрямні, з яких вона створена. Векторні зображення займають порівняно невеликий об'єм і легкі в редагуванні. Будь-який елемент картинки може бути змінений окремо від інших. Зображення легко міняє розмір не втрачаючи якості і зберігаючи первинну композицію (розташування елементів) Вектор пластичний, що дозволяє відображати його на пристроях з різною роздільною здатністю однаково якісно. Але зображення векторної графіки прості по візуальному сприйняттю і в основному виглядають «намальованими».

## Підтримувані формати файлів
Оскільки формат CDR пропріетарний, він не підтримується багатьма сторонніми програмами, призначеними для редагування зображень.CorelDRAW Graphics Suite дозволяє імпортувати файли наступних форматів (для деяких форматів необхідна установка додаткових компонентів):
- Adobe Illustrator (AI)
- Шрифт Adobe Type 1 (PFB)
- Растрове зображення Windows (BMP)
- Растрове зображення OS/2 (BMP)
- Метафайл комп'ютерної графіки (CGM)
- CorelDRAW (CDR)
- Corel Presentation Exchange (CMX)
- Corel PHOTO-PAINT (CPT)
- Бібліотека символів Corel (CSL)
- Ресурс курсорів (CUR)
- Файли Microsoft Word (DOC, DOCX або RTF)
- Microsoft Publisher (PUB)
- Corel DESIGNER (DSF або DES)
- Формат обміну кресленнями AutoCAD (DXF) і База даних зображень AutoCAD (DWG)
- Інкапсульованний PostScript (EPS)
- PostScript (PS або PRN)
- GIF
- HTML
- JPEG (JPG)
- JPEG 2000 (JP2)
- Зображення Kodak Photo-CD (PCD)
- PICT (PCT)
- Формат переносного документа Adobe (PDF)
- Файл плоттера HPGL (PLT)
- Переносима мережева графіка (PNG)
- Adobe Photoshop (PSD)
- Corel Painter (RIF)
- Масштабована векторна графіка (SVG)
- Macromedia Flash (SWF)
- Растрове зображення TARGA (TGA)
- Растрове зображення TIFF (TIF)
- Corel Paint Shop Pro (PSP)
- Шрифт True Type (TTF)
- Документ WordPerfect (WPD)
- Графіка WordPerfect (WPG)
- Формати файлів камери Raw
- Стислий растрове зображення вейвлета (WI)
- Формат Метафайл Windows (WMF)

## Цікаві факти
- Талісманом цього програмного забезпечення від початку був чоловік з вусами і в капелюсі, якого звали Валдо (Waldo). Слово «Waldo» — було кодовою назвою першої версії програми.
- Перші версії CorelDRAW включали також оригінальні шрифти з розширенням .wfn (Waldo fonts — шрифти Валдо).
- Починаючи з версії 4, CorelDRAW можна було використовувати для створення шрифтів True Type. Однак створення кернинга (відстані між деякими парами букв) все ж неможливо було зробити тільки засобами цієї програми. Пізніші версії CorelDraw дозволяли експортувати також шрифти типу PostScript і OpenType.
- У 1998 році Corel Corporation використовувала векторне зображення обличчя Хеді Ламарр в рекламі і на упаковці. Ламарр подала позов на Corel за несанкціоноване використання її портрета і зажадала компенсації. Згідно з рішенням суду, яке було прийнято в 1999 році, компанія Corel зобов'язалася виплатити певну суму, в результаті чого отримувала ексклюзивні права на використання цього зображення протягом 5 років.
- Герої Саус парку (South Park), декорації та реквізит були створені за допомогою CorelDRAW.